# Мала Добринка
Мала До́бринка (рос. Мала Добринка) — село у складі Александровського району Оренбурзької області, Росія.
Стара назва — Малодобринський.

## Населення
Населення — 35 осіб (2010; 44 у 2002).
Національний склад (станом на 2002 рік):
- росіяни — 80 %